# Balduino de Antioquía
Balduino de Antioquía (fallecido el 17 de septiembre de 1176) fue un caballero franco y general al servicio del Imperio bizantino durante las guerras bizantino-selyúcidas. Era hijo de la princesa Constanza de Antioquía, pero no está claro de cuál de sus consortes, Raimundo de Poitiers o Reinaldo de Châtillon, fue su padre. Su cuñado era el emperador bizantino Manuel I Comneno. Un aliado del emperador en sus batallas contra los turcos selyúcidas, Balduino fue uno de sus consejeros de mayor confianza y el único de los comandantes superiores de Manuel «de origen occidental».
Balduino comandó el ala derecha de las fuerzas bizantinas que custodiaban el asedio y la caravana de equipajes, compuesto en gran parte por mercenarios latinos, en la batalla de Miriocéfalo el 17 de septiembre de 1176. Al acercarse al estrecho paso de Tzibritze, los selyúcidas lanzaron un ataque contra las tropas de Manuel que marchaban. Balduino dirigió una carga de caballería que intentaba expulsar a los turcos de las colinas en un contraataque, pero fue rodeado y asesinado junto con todos sus hombres.
En Byzantium: The Decline and Fall (1996), el historiador inglés John Julius Norwich describió las consecuencias de la muerte de Balduino, tomado del historiador bizantino Nicetas Coniata, cuyos comentarios no siempre son imparciales;

Si Manuel hubiera mostrado algo del mismo espíritu, el día podría haberse salvado; pero en este de todos los momentos su valor lo abandonó. En un consejo de guerra apresurado, horrorizó a sus oficiales superiores al anunciar repentinamente su intención de emprender la huida. El comandante general Andrónico Contostéfano hizo una fuerte protesta, sus palabras fueron repetidas por un soldado común que, habiendo escuchado la discusión, reprochó amargamente al emperador por querer abandonar un ejército cuya pérdida se debió enteramente a su propia imprudencia. Manuel accedió a regañadientes a quedarse; pero su reputación quedó gravemente dañada y nunca se recuperó por completo.